# Hartmut Melenk
Hartmut Melenk (* 28. Juni 1940 in Wuppertal) ist ein deutscher Germanist, Pädagoge und Hochschullehrer.

## Leben
Melenk wurde als Sohn des Textilkaufmanns Helmut Melenk und seiner Ehefrau Hilde geboren. Von 1950 bis 1959 besuchte er das Neusprachliche Gymnasium Aue. Er studierte von 1959 bis 1964 Philosophie, Romanistik und Germanistik an den Universitäten in Köln (zwei Semester, 1959/60), Freiburg (acht Semester, 1960/62 und 1963/64) und Paris (Studienjahr 1962/63). Mit der Dissertation Das Phänomen: Entwicklung und Kritik des Husserlschen Phänomenbegriffs wurde er 1968 an der Universität Würzburg bei Heinrich Rombach zum Dr. phil. promoviert. 1974 wurde Melenk zunächst zum Dozenten an der Pädagogischen Hochschule Ludwigsburg ernannt. Dort übernahm er dann die Professur für Deutsche Sprache und ihre Didaktik. Von 1986 bis 1990 war er Prorektor der Hochschule, von 1990 bis 1994 und von 1998 bis 2008 war er deren Rektor.
Bei seinem Eintritt in den Ruhestand 2008 wurde ihm für die Verdienste um die PH Ludwigsburg und seiner fast zehnjährigen Tätigkeit als stellvertretender Vorsitzender der Landesrektorenkonferenz der Pädagogischen Hochschulen durch den Ministerpräsidenten Günther Oettinger das Bundesverdienstkreuz am Bande verliehen.

## Veröffentlichungen (Auswahl)
- (mit Hans Hannappel): Alltagssprache. Semantische Grundbegriffe und Analysebeispiele (= UTB, Bd. 800). Fink, München 1979, ISBN 3-7705-1641-9.
- (mit Jean Firges): Ludwigsburg, der Weg von der Residenzstadt zur mittleren Industrie- und Handelsstadt. Ein Beitrag zur Städtepartnerschaft Ludwigsburg-Montbéliard. Kulturamt Ludwigsburg 1980.
- (mit Jean Firges): Montbeliard - von der Fürstenresidenz zur modernen Industriestadt. Ein Beitrag zur Städtepartnerschaft Ludwigsburg-Montbéliard. Kulturamt Ludwigsburg 1983.
- (Hrsg.): Lehrerbildung in Baden-Württemberg. 25 Jahre Pädagogische Hochschulen (= Ludwigsburger Hochschulschriften, Bd. 10). Pädagogische Hochschule Ludwigsburg 1988, ISBN 3-924080-10-0.
- (Hrsg., mit Jürgen Belgrad): Literarisches Verstehen - literarisches Schreiben. Positionen und Modelle zur Literaturdidaktik. Schneider-Verlag Hohengehren, Baltmannsweiler 1996, ISBN 3-87116-492-5.
- (Hrsg.): Fremdsprachenunterricht in der Grundschule. Das amerikanische Immmersions-Modell. Schneider-Verlag Hohengehren, Baltmannsweiler 1998, ISBN 3-89676-029-7.
- (Mithrsg. u. Mitautor): 1848 - Literatur, Kunst und Freiheit im europäischen Rahmen (= Ludwigsburger Hochschulschriften, Bd. 19). Fillibach-Verlag, Freiburg/Br. 1998, ISBN 3-931240-09-6.
- (Hrsg., mit Mary Lynne Calhoun): Students at risk. Educational strategies in the United States and in Germany. University of North Carolina, Charlotte 1999.
- (mit Martin Fix): Schreiben zu Texten - Schreiben zu Bildimpulsen. Das Ludwigsburger Aufsatzkorpus mit 2300 Schülertexten, Befragungsdaten und Bewertungen auf CD-ROM. Schneider-Verlag Hohengehren, Baltmannsweiler 2000, ISBN 3-89676-282-6.
- (mit Werner Knapp): Inhaltsangabe - Kommasetzung. Schriftsprachliche Leistungen in Klasse 8. Schneider-Verlag Hohengehren, Baltmannsweiler 2001, ISBN 3-89676-490-X.
- (Hrsg.): Perspektiven der Lehrerbildung - das Modell Baden-Württemberg. 40 Jahre Pädagogische Hochschulen (= Ludwigsburger Hochschulschriften, Bd. 24). Fillibach-Verlag, Freiburg/Br. 2002, ISBN 3-931240-22-3.
- (Mitautor): Amerikanische Kinder lernen Deutsch. Spracherwerb im Immersionsprogramm. Schneider-Verlag Hohengehren, Baltmannsweiler 2004, ISBN 3-89676-823-9.
- (Hrsg.): Deutsche Sprache im Donauraum. 20 Jahre Donauschwäbische Kulturstiftung des Landes Baden-Württemberg. Fillibach-Verlag, Freiburg/Br. 2009, ISBN 978-3-931240-55-4.